# 사무엘 루시앙 테리앙
사무엘 루시앙 테리앙(Samuel Lucien Terrien, 1911년 3월 27일 ~ 2002년 2월 6일)은 프랑스계 미국의 개신교 신학자이며 성경신학자이다. 유니언 신학교 (뉴욕시)에서 36년간 교수로 있으면서 성경 주석 특별히 욥기와 시편에 대한 연구로 알려져 있다.  1978년 The Elusive Presence는 유명하다. 이 책에서 그는 계약이 아닌 컬트의 맥락에서 하나님의 임재와 부재라는 새로운 신학을 제시하였다. '